# Facultad de Medicina
Facultad de Medicina – stacja metra w Buenos Aires, na linii D. Znajduje się pomiędzy stacjami Callao, a Pueyrredón. Stacja została otwarta 29 marca 1938.